# Авойнш
Авойнш (порт. Avões)  — район (фрегезія) в Португалії, входить в округ Візеу. Є складовою частиною муніципалітету  Ламегу. За старим адміністративним поділом входив в провінцію Траз-уж-Монтіш та Алту-Дору. Входить в економіко-статистичний субрегіон Доуру, який входить в Північний регіон. Населення становить 693 особи на 2001 рік. Займає площу 4,62 км ². 
| Португалія | Це незавершена стаття з географії Португалії. Ви можете допомогти проєкту, виправивши або дописавши її. |